# Valle alto de Serradell-Terreta-Sierra de San Gervás
El Valle alto de Serradell-Terreta-Sierra de San Gervás (en catalán Vall Alta de Serradell-Terreta-Serra de Sant Gervàs) es un Lugar de Importancia Comunitaria situado en la provincia de Lérida, Comunidad Autónoma de Cataluña, España. Está situado en los términos municipales de Conca de Dalt, dentro del antiguo término de Toralla y Serradell, en el Pallars Jussá, Tremp, pero dentro de su antiguo término ribagorzano de Espluga de Serra, y el Pont de Suert, dentro de su antiguo término de Viu de Llevata. 
Está protegido desde 1992 por el Plan de Espacios de Interés Natural (PEIN) de la Generalidad de Cataluña, mediante el Decreto 328/1992, y fue declarado por primera vez como LIC el 2001 y como ZEPA en 2005; posteriormente fue ampliado como espacio Natura 2000 mediante el Acuerdo del Gobierno 112/2006, de 5 de septiembre, que aprueba la red Natura 2000 en Cataluña. Asimismo, mediante el Plan especial se hizo la delimitación definitiva. Este Plan complementa también el régimen normativo básico de protección establecido por el PEIN con determinaciones específicas para este Espacio.

## Descripción
Es un espacio natural de un remarcable interés paisajístico y geomorfológico; las formas de erosión de los materiales geológicos y grandes desniveles le confieren singularidad y un alto valor. Las masas forestales aisladas de la sierra y la inaccesibilidad de los hondonadas más interiores del valle han permitido el mantenimiento de un medio relativamente frágil, donde destacan las poblaciones de rapaces y la fauna cavernícola. Se trata, de hecho, de tres territorios diferenciados, pero unidos por el mismo sistema montañoso: la Sierra de San Gervás, sus vertientes, las sierras que hacen de contrafuerte y de continuidad, y los valles incluidas en estas crestas.

### Valle alto de Serradell
Es la parte más occidental del valle del río de Serradell, al oeste del pueblo de Serradell, en el antiguo término municipal de Toralla y Serradell, actualmente incluido en el municipio de Conca de Dalt.

### Terreta
Con este nombre se conoce la orilla izquierda del río Noguera Ribagorzana, en el sureste de Sapeira, que fue incluida en el término municipal de Tremp en 1970. Pertenece administrativamente el Pallars Jussá y geográficamente a la Alta Ribagorza. Forman parte del Espacio de Interés Natural los valles que formaban el antiguo municipio de Espluga de Serra.

### Sierra de Sant Gervás
Es la majestuosa sierra que cierra por el norte la Terreta y separa los términos municipales de Tremp y El Pont de Suert, último de la Alta Ribagorza tanto geográfica como administrativa. El Espacio de Interés Natural se extiende a ambos lados de la sierra.

## Medio físico
Geológicamente, el espacio Valle alto de Serradell-Terreta-Sierra de Sant Gervás está formado por el conjunto del valle alto del río Serradell y una serie de pequeñas sierras que se prolongan en el extremo meridional de la sierra de Sant Gervàs. [1 ] Esta sierra representa el conjunto de sierras prepirenaicas interiores más occidentales de Cataluña y está en contacto con las montañas de la Alta Ribagorza, que son las últimas digitaciones del Pirineo axial, de las que se separan por la sierra de Llevata. Sant Gervás es de naturaleza calcárea y tiene más de 1800 metros de altitud. Sus vertientes sur presentan fuertes pendientes y riscos, mientras que las vertientes norte son suaves.
Por su parte, el valle de Serradell presenta unas formas de relieve extremadamente singulares. La erosión diferencial sobre los materiales conglomerados oligocenos de estas sierras ha dado lugar a formas particulares de una belleza extraordinaria, localmente llamadas «picorres».

## Biodiversidad
La función principal de los espacios naturales protegidos de Cataluña es conservar muestras representativas de la fauna, la flora y los hábitats propios del territorio, de forma que se puedan desarrollar los procesos ecológicos que dan lugar a la biodiversidad -la amplia variedad de ecosistemas y seres vivos: animales, plantas, sus hábitats y sus genes-.
Este espacio natural del Valle alto de Serradell-Terreta-Sierra de Sant Gervás es de gran interés por el alto valor y la singularidad de las poblaciones de rapaces y de la fauna cavernícola que están presentes. Destaca una importante colonia de buitres (Gyps fulvus), el águila real (Aquila chrysaetos), el quebrantahuesos (Gypaetus barbatus) y el alimoche (Neophron percnopterus).

### Flora
La vegetación de la sierra de Sant Gervás presenta un dominio submediterráneo y buena parte corresponde a los robledales con boj, con una gran significación, ocupan grandes extensiones en la sierra y son la unidad de vegetación dominante. La presencia de algunos elementos centro europeos en umbrías y niveles culminantes enriquecen su diversidad paisajística.

### Fauna
Hay poblaciones de rapaces y de córvidos que habitan los riscos inaccesibles. Entre estos grupos se detecta una buena colonia de buitre leonado (Gyps fulvus) en la Terreta. También tienen lugar el águila real (Aquila chrysaetos), el quebrantahuesos (Gypaetus barbatus) y el alimoche (Neophron percnopterus). El búho real (Bubo bubo) se presenta también en las paredes de roca. En cuanto a los córvidos, se puede observar la chova piquirroja (Pyrrhocorax pyrrhocorax) y el cuervo (Corvus corax).
En la sierra de Sant Gervàs viven algunos elementos interesantes de montaña, como la perdiz pardilla (Perdix perdix). También están presentes algunos invertebrados cavernícolas: arácnidos, ortópteros y miriápodos, que pueblan las simas y cuevas. En cuanto a la fauna, las especies presentes son: Austropotamobius pallipes, Euphydryas aurinia y Lutra lutra.
En cuanto a las aves, las especies presentes son: Pernis apivorus, Milvus migrans, Milvus milvus, Gypaetus barbatus, Neophron percnopterus, Gyps fulvus, Circaetus gallicus, Aquila chrysaetos, Hieraaetus pennatus, Falco peregrinus, Bubo bubo, Alcedo atthis, Dryocopus martius, Lullula arborea, Anthus campestris, Oenanthe leucura, Sylvia undata, Lanius collurio, Pyrrhocorax pyrrhocorax, Emberiza hortulana, Perdix perdix hispaniensis.

## Aspectos socioeconómicos
En este Espacio natural protegido hay aprovechamientos silvícolas, agrícolas y ganaderos. Contiene algunas ermitas y bordas repartidas por el territorio, así como pistas forestales de fondo de valle. Es también interesante mencionar la presencia en el Espacio de un lugar de elevado interés etnográfico, el paso del Portús, ubicado en medio de la sierra y utilizado como cañada y contador del ganado.
Solo el 0,09% de la superficie es zona de Caza Controlada. El 76,85% de la superficie figura en el Catálogo de Montes de Utilidad Pública (CUP) o tiene algún tipo de convenio con ayuntamientos o particulares. En cuanto a los usos del suelo, hay vegetación arbustiva y herbácea (45,33%), bosques (35,01%), rocas, canchales, glaciares, cuevas (16,10%), tierras agrícolas y áreas antrópicas (2,92%) y aguas continentales (0,62%).